# Dimităr Dimitrov (allenatore di calcio)
Dimităr Dimitrov (in bulgaro Димитър Петров Димитров?; Burgas, 9 giugno 1959) è un allenatore di calcio ed ex calciatore bulgaro, di ruolo difensore.

## Carriera

### Calciatore
Ha vestito le maglie di FK Černomorec Burgas e Akademik Sofia prima di ritirarsi dall'attività agonistica nel 1985, all'età di 26 anni, a causa di un grave infortunio.

### Allenatore
Ha intrapreso la carriera di allenatore nel 1993. Dal 1998 al 1999 ha allenato la nazionale bulgara.

## Palmarès

### Allenatore
- Campionato bulgaro: 3

Litex Loveč: 1997-1998
Levski Sofia: 1999-2000
Ludogorets: 2017-2018
- Coppa di Bulgaria: 1

Levski Sofia: 1999-2000